# Stanisław Koper
Stanisław Koper – polski samorządowiec i działacz polityczny, burmistrz (1941) i prezydent Pruszkowa (1946–1948). 

## Życiorys
W 1920 brał udział w wojnie polsko-bolszewickiej. W latach 1921–1941 zatrudniony w Zarządzie Miejskim Pruszkowa, m.in. jako sekretarz magistratu (od 1927). W okresie okupacji niemieckiej – od lutego do czerwca 1941 – pełnił obowiązki burmistrza Pruszkowa, następnie sprawował funkcję burmistrza Karczewa. 
Od maja 1945 do maja 1946 zatrudniony ponownie jako sekretarz Zarządu Miejskiego w Pruszkowie. Od 1 czerwca 1946 do 15 października 1948 sprawował funkcję prezydenta Pruszkowa. Był działaczem Stronnictwa Demokratycznego (m.in. wiceprzewodniczącym Miejskiego Komitetu SD w Pruszkowie od października 1947).